# Litauere
Litauere (litauisk: lietuviai, ental lietuvis/lietuvė, žemaitisk lietovē) er den baltisk etniske gruppe der taler litauisk eller den žemaitiske dialekt. I Litauen udgør litauerne omkring 2.765.600 af den samlede befolkning på omkring 3.210.000. En anden million eller mere bor i blandt andet USA, Brasilien, Canada, Colombia, Rusland, Storbritannien og Irland. Deres modersmål er litauisk, et af de to overlevende baltiske sprog. Ifølge folketællingen foretaget i 2001 betragter 83,45 % af befolkningen i Litauen sig som litauere, 6,74 % som polakker, 6,31 % som russere, 1,23 % som hviderussere, og 2,27 % som medlemmer af andre etniske grupper. De fleste litauere tilhører den romersk-katolske kirke, mens Lietuvininkai, der boede i den nordlige del af Østpreussen forud for 2. verdenskrig, fortrinsvis var evangelisk-lutherske.

## Historie
Antikke kilder dokumenterer at baltikum, herunder det moderne Litauen, var beboet af flere baltiske stammer i forhistorisk tid blandt andet: aukštaičiai, sudovians, litauere, kurlændere, semgallere, selonier, žemaičiai, skalvere og gammelpreussere (den nadruviske klan). Gennem århundrederne samledes nogle af disse stammer i den litauiske stat, Storfyrstendømmet Litauen, primært som forsvar mod den plyndrende Tyske Orden og Østslavere. Litauerne, et af de sidste hedenske folk i Europa, konverterede til kristendommen i 1387.
Området beboet af de etniske litauere er skrumpet gennem århundreder. Engang var litauere ikke bare befolkningen i det nuværende Litauen, men også hovedparten af befolkningen i det nordvestlige Hviderusland, i store områder af den nuværende russiske Kaliningrad Oblast, og i dele af det nuværende Letland og Polen.
Imidlertid er der fremsat argumenter om at det litauiske sprog ikke var agtet i dele af samfundet, og at det polske sprog blev foretrukket i visse områder af den polsk-litauiske realunion samt at tysk blev foretrukket i områder af det tidligere Østpreussen (nu Kaliningrad Oblast af Rusland), hvilket medførte at antallet af litauisk-talende faldt. Det russiske kejserliges efterfølgende besættelse af Litauen ved Polens tredje deling fremskyndede denne proces gennem en russificeringspolitik, der medførte forbud mod offentligt at tale og skrive på litauisk. Nogle mente på dette tidspunkt, at nationen, sammen med dets sprog, ville uddø i løbet af et par de generationer.
I slutningen af 1800-tallet opstod en bevægelse for Litauens kulturelle og sproglige vækkelse. I begyndelsen af 1900-tallet sluttede nogle polsk- og hviderussisktalende fra det tidligere Storfyrstendømme Litauen sig til den moderne litauiske nation. Den 16. februar 1918, efter 1. verdenskrig, vedtog et råd bestående af 20 fremtrædende litauere Litauens uafhængighedserklæring, hvilket understøttede den nationale konsolidering med blandt andet vedtagelsen af et litauisk standard sprog. Imidlertid blev den østlige del af Litauen, herunder Vilnius-området annekteret af Polen, mens de Klaipeda regionen blev overtaget af Nazi-Tyskland i 1939. I 1940 blev Litauen besat af Sovjetunionen, og tvunget til at slutte sig til det som den litauiske SSR. Tyskerne og deres allierede angreb USSR i juni 1941, og fra 1941 til 1944 var Litauen besat af Tyskland. Tyskerne trak sig tilbage i 1944, og Litauen kom under sovjetisk styre igen. Det gamle litauiske samfund i Lille Litauen, nuværende Kaliningrad Oblast gik næsten i opløsning som følge heraf.
Litauerne er hovedsageligt bosat indenfor Litauens grænser, kun nogle få landsbyer i det nordøstlige Polen og det sydlige Letland har litauisk befolkningsflertal. Der ud over er der litauiske emigrant-samfund i mange lande. I Hviderusland og Kaliningrad Oblast findes stadig indbyggere med litauiske forfædre, men deres antal er svindende. Litauen genvandt sin uafhængighed i 1990, og blev anerkendt af de fleste lande i 1991. Den 1. maj 2004 blev Litauen medlem af Den Europæiske Union. En lav fødselsrate og øget emigration efter optagelsen EU hat medført et hastigt faldende indbyggertal og truer Litauens økonomi og fremtid.

## Etnisk sammensætning i Litauen
I Baltikum har Litauen den mest homogene befolkning. Ifølge folketællingen foretaget i 2001 erklærede 83,45% af befolkningen sig som etniske litauere, 6,74% som polakker, 6,31% som russere, 1,23% som hviderussere, og 2,27% som medlemmer af andre etniske grupper såsom tatarer, finner, danskere, jøder og andre.
Polakkerne er koncentreret i Vilnius-området, der var kontrolleret af Polen i mellemkrigstiden. Især lever store polske befolkningsgrupper sig i Vilnius distriktskommune (61,3% af befolkningen) og Šalčininkai distriktskommune (79,5%). Denne koncentration har sikret at Lietuvos lenkų rinkimų akcija (dansk: Litauens polakkers valgaktion), et polsk minoritets-parti, politisk indflydelse. Partiet blev ved valget 2008 repræsenteret i Seimas (Litauens parlament) med 3 mandater. Partiet er aktivt i lokalpolitik og kontrollerer flere kommunalbestyrelser.
Russerne, som er næsten lige så talrige som polakkerne, er meget jævnt spredt og har ikke et stærkt minoritets-parti. I Visaginas bykommune udgør russerne 52 % af indbyggerne, hvor de fleste af flyttede til for at arbejde på Ignalina-atomkraftværk. En del russere forlod Litauen efter uafhængighedserklæringen i 1990.
I fortiden, har den etniske sammensætning af Litauen varieret dramatisk. Den mest omfattende ændring var udryddelsen af den jødiske befolkning under Holocaust. Før 2. verdenskrig var omkring 7,5 % af befolkningen jødisk, kaldet Litvaks, der var koncentreret i byerne og havde en betydelig indflydelse på kunsthåndværk og erhvervsliv. I Vilnius, der kaldtes nordens Jerusalem, var omkring 30 % af befolkningen jødisk. Næsten alle jøder blev dræbt under Holocaust i nazi-besatte Litauen eller emigrerede senere til USA og Israel. I 2011 er der omkring 3.200 jøder i Litauen.

### Historiske befolkningsgrupper i Litauen
Litauen er opdelt i fem historiske landsdele: Aukštaitija, Dzūkija, Lille Litauen, Suvalkija og Žemaitija baseret på de kulturhistoriske forskelle. Befolkningsgrupperne kaldes aukštaičiai, dzūkai, prūsai, suvalkiečiai og žemaičiai. Befolkningsgruppen prūsai (dansk: gammelpreussere) er næsten forsvundet, udvandret til Tyskland efter 2. verdenskrig, mens Žemaičiai har en blomstrende kultur med egen dialekt og eget skriftsprog. I hovedsagen betragter byboerne sig som litauere, især i de store byer som Vilnius og Kaunas. De fire befolkningsgrupper har landsdelsspecifikke traditioner, dialekter og historie. I spøg tillægges disse befolkningsgrupperne særlige træk, for eksempel siges suvalkiečiai at være sparsommelige mens žemaičiai er stædige.

## Antropologi
Siden bondestenalderen er indbyggerne i det litauiske område ikke er blevet erstattet af andre etniske grupper, der er således stor sandsynlighed for, at beboerne i det nuværende Litauen har bevaret deres forfædres genetiske sammensætning relativt uforstyrret af folkevandringstiden, selv uden at være egentligt isoleret. Den litauiske befolkning synes at være relativt homogen, uden større genetiske forskelle mellem de etniske undergrupper.
En analyse i 2004 af den litauisk befolknings mtDNA afslørede, at litauerne har tætte bånd til indoeuropæiske og finsk-ugrisk-talende befolkninger i Nordeuropa. En SNP-analyse af litauernes Y-kromosoms haplogruppe analyse viste, at de er tættest beslægtede med letterne, esterne og finner.
Det CCR5-allel, som giver resistens over for hiv-smitte, er til stede i omkring 16 % af den litauiske befolkning. Dens relativt høje frekvens kan være opstået som en reaktion på epidemier af kopper eller pest i regionen.
Litauiske Ashkenazi jøder har også interesseret genetikere, på grund af en vis en række unikke genetiske egenskaber;. Nytten af disse variationer har været genstand for debat. En variation, som er impliceret i familiær hyperkolesterolæmi, der medfører en højere risiko for åreforkalkning, er dateret til det 1300-tallet, svarende til etablering af Ashkenazi bosættelser som reaktion på VytautasVytautas den Stores indbydelse af jøder i 1388.
Litauere er, som de fleste andre baltiske og nordiske folkeslag, kendt for at være folk over gennemsnittet højde. I slutningen af det 1800-tallet var den gennemsnitlige højde for mænd 163,5 cm og den gennemsnitlige højde af kvinder 153,3 cm. Ved udgangen af det 1900-tallet var den gennemsnitlig højde 181,3 cm for mænd og 167,5 cm for kvinder.
De baltiske lande: Litauen, Letland og det af ikke-indoeuropæiske talende Estland har lignende, dog særskilte sprog og kulturelle traditioner.

## Litauiske immigrantsamfund
Bortset fra de historiske samfund i Litauen og omkringliggende lande, er litauere emigreret til andre kontinenter gennem 1800- og 1900-tallet samt efter årtusinde skiftet.
- Det litauiske samfund i USA er det største af disse immigrantsamfund; omkring 1 million amerikanere har litauisk afstamning. Udvandring til USA begyndte i slutningen af 1800-tallet frem til 2. verdenskrigs afslutning, hvor udvandringen faldt stærkt. Den største koncentration af litauere i USA er bosat omkring de store søere og de nordøstlige stater. Næsten 20.000 litauere er emigreret til USA siden Sovjetunionens opløsning i 1991.[25]
- Det litauiske samfund i Mexico og Sydamerika (Argentina, Brasilien, Colombia og Uruguay) opstod i slutningen af 1800-tallet og det tidlige 1900-tal. I øjeblikket er der ikke større udvandring til disse lande, da de økonomiske forhold ikke adskiller sig væsentligt fra forholdene i Litauen.
- Litauisk-jødiske samfund i Sydafrika opstod i slutningen af 1800-tallet og 1900-tallet.
- Litauiske samfund i områder i Sovjetunionen opstod efter 2. verdenskrig. Antallet af litauere i Sibirien og Centralasien steg da en del litauere blev deporteret til disse områder. Efter Khrusjtjovs magtovertagelse vendte flertallet imidlertid tilbage til Litauen. Senere flyttede en del litauere efter arbejde til andre dele af Sovjetunionen, flere af disse vendte ikke tilbage til Litauen efter uafhængigheden i 1990.
- De litauiske samfund i Vesteuropa er en følge af økonomisk migration efter Litauens selvstændighed i 1990. I perioden 1996-2000 udvandrede mere end 400.000 fra Litauen, heraf omkring 200.000 etnisk litauere til blandt andet Storbritannien (~140.000), Irland (~25.000)[26], Tyskland (~20.000)[27], Norge (~20.000), Spanien (~15.000), Sverige (~8.000) og Danmark (~3.000). Efter Litauens indtræden i EU i 1994 og den økonomiske krise i de Baltiske lande fra 2008 er udvandringen til Vesteuropa intensiveret. Fra september 2010 til september 2011 anslår Litauens Department of Statistics at befolkningstallet i Litauen er faldet med 60.000[28] svarende til et fald på næsten 2%.
- Litauiske samfund i Australien (~12.000) findes, men på grund af den store afstand fra Europa er udvandringen hertil mindre. Der findes litauiske samfund i Melbourne, Sydney, Adelaide, Brisbane, Hobart og Perth.

## Kultur og traditioner
Sommersolhverv (litauisk: Joninės, også kendt som Rasos) er en traditionel hedensk national helligdag. Fastelavn (litauisk: užgavėnės) fejres dagen før askeonsdag og markerer vinterens afslutning. Der er også nationale traditioner for fejring af de kristne helligdage påske og jul.
Basketball (litauisk: krepšinis) anses for at være den litauiske nationalsport, som også er populær i de litauiske immigrant-samfund. Basketball kom til Litauen i trediverne via immigrantsamfundet i USA. Det litauiske basketballhold vandt bronze for herrer ved Sommer-OL i 1992, 1996 og 2000 samt verdensmesterskabet for herrer i 2010. Litauen har også et stigende antal fodboldfans.

### Det litauiske køkken
Litauiske køkken har meget til fælles med andre europæiske køkkener og indeholder produkter, der passer til det kølige og fugtige nordlige klima: byg, kartofler, rug, roer, andre grøntsager og svampe dyrkes lokalt, ligesom Litauen er kendt for sine mejeriprodukter, men det har sine egne særlige kendetegn, som er en følge af en række påvirkninger under landets lange historie.
Cepelinai, en fyldt kartoffelret, er Litauens nationalret, som er populær blandt litauere over hele verden. Andre nationale fødevarer omfatter mørkt rugbrød, kold rødbedesuppe (šaltibarščiai), og kugelis (en bagt kartoffelbudding).
På grund af den lange fælles historie deler litauere og polakker mange retter og drikkevarer. Der er således ens litauiske og polske versioner af kalduny eller (litauisk: koldūnai, polsk: Kołduny), berliner pfannkuchen/donuts (litauisk: spurgos, polsk: pączki), og pandekager (litauisk: blynai polsk: bliny). Tyske madtraditioner har også påvirket det litauiske køkken, indførelse af svinekød og kartoffelretter, såsom kartoffelbudding (litauisk: kugelis) og kartoffelpølser (vėdarai), samt det barokke "trækage" kaldet šakotis er et resultat af denne påvirkning. Retterne, kibinai og čeburekai, der stammer fra karaimernes køkken, er populære i Litauen.
Det litauiske køkken er generelt ukendt udenfor litauiske samfund. De fleste litauiske restauranter udenfor Litauen ligger i egne med store litauiske minoriteter.
Litauerne var i begyndelsen af 1900-tallet blandt de tyndeste mennesker i de udviklede lande. I det litauiske køkken lægges der vægt på attraktiv præsentation af friskt tilberedte fødevarer.
Litauernes forfædre Balterne drak "midus" en type af litauiske mjød i tusinder af år.
Lokalt brygget øl (litauisk: alus), vodka (litauisk: degtinė) og kvas (litauisk: gira) er populære drikke i Litauen. Starka er en vodka og var en del af den litauiske arv. Ægte starka produceres ikke længere i Litauen, men importeres fra Polen.

### Litauisk litteratur
Da forbuddet mod trykning på litauisk blev ophævet i 1904, påvirkede de forskellige europæiske litterære bevægelser, såsom symbolisme, impressionisme og ekspressionisme de litauiske forfattere. Den første periode af litauisk uafhængighed (1918-1940) var karakteriseret af et "indadvendt" forfatterskab, der ikke længere beskæftigede sig med samfundet og den nationale uafhængighed. En fremragende figur i begyndelsen af 1900-tallet var Vincas Krėvė-Mickevičius, en forfatter og dramatiker. Hans mange værker omfatter Dainavos Salies senų žmonių padavimai (Gamle Folks Fortællinger om Dainava, 1912) og den historiske dramaer Šarūnas(1911), Skirgaila (1925), og Mindaugo mirtis(Mindaugas død, 1935). Petras Vaičiūnas var en anden populær skuespilforfatter, der producerede et teaterstykke hvert år i 1920'erne og 30'erne. Vincas Mykolaitis-Putinas skrev lyriske digte, skuespil og romaner, herunder romanen Altorių šešėly (i skyggen af altre, 3 bd., 1933), en bemærkelsesværdig kraftfuld selvbiografiske roman.
Keturi vėjai bevægelsen startede med udgivelsen af De fire vindes profet af digteren Kazys Binkis (1893-1942) og repræsenterede et oprør mod traditionelle poesi. Det teoretiske grundlag for Keturi vėjai var oprindeligt futurisme, som kom gennem Rusland fra Vesten, og senere kubisme, dadaismen, surrealisme, unanimism, og den tyske ekspressionisme. Den mest indflydelsesrige futurist blandt litauiske forfattere var den russiske digter Vladimir Majakovskij.
Oskaras Milašius (Oscar Vladislaus de Lubicz Milosz) (1877-1939) er en paradoksal og interessant person indenfor den litauiske kultur. Han har aldrig boet i Litauen, men blev født og tilbragte sin barndom i Cereja (nær Mahiljoŭ, Hviderusland) og uddannet fra Lycée Janson de Sailly og Institut national des langues et civilisations orientales i Paris. Han blev tvunget til at vælge mellem sine to lande, Litauen og Polen, der var i krig, og foretrak Litauen. Hans længsel efter Litauen var mere en metafysisk idé end et fædreland. I 1920, da Frankrig anerkendte Litauens uafhængighed, blev han udnævnt som Chargé d'affaires for Litauen og senere Litauens repræsentant ved Folkeforbundet. Han udgav i 1928 en samling af 26 litauiske sange, 1930, Litauiske eventyr og historier, 1933, Litauiske eventyr, 1937, Oprindelsen af det litauiske Nation.

### Litauisk folkemusik
Litauisk folkemusik er baseret på sange (litauisk: dainos), som omfatter romantiske og bryllupssange, samt arbejdet sange og gamle krigssange. Sangene er både solosange og korsange, der synges flerstemmigt eller unisont. Tostemmige sange er almindelige i den berømte sutartinėtradition fra Aukštaitija, der er heterofonisk. En anden stil af litauisk folkemusik kaldes rateliai, en slags kredsdans. Instrumentering omfatter en slags citar (litauisk: kanklės), der ledsager sutartinės, rateliai, valse, kvadriller og polkaer og violiner (herunder en kontrabas kaldet basetle) og en slags fløjte kaldet lumzdelis; seneste indførsler, der begynder i slutningen af det 19. århundrede, herunder harmonika, harmonika og bandoneon. Sutartinė kan være ledsaget af skudučiai, en form for panfløjte spillet af en gruppe af mennesker, samt træ trompeter (ragai og dandytės). Kanklės er et vigtigt strengeinstrument, der adskiller sig i antallet af strenge, ydeevne og teknikker over hele landet. Andre traditionelle instrumenter omfatter švilpas fløjte, trommer og tabalas (et percussioninstrument, der minder om en gongong), sekminių ragelis (en sækkepibe lavet af en griseblære) og pūslinė, en mundbue.